# Setovelleda tanganjicae
Setovelleda tanganjicae är en skalbaggsart som beskrevs av Stefan von Breuning 1961. Setovelleda tanganjicae ingår i släktet Setovelleda och familjen långhorningar. Inga underarter finns listade i Catalogue of Life.